# コプロコッカス属
コプロコッカス属（Coprococcus）は、ヒトの腸内細菌の一部である嫌気性球菌の属である。結腸癌ではコプロコッカス属の枯渇が発見されたにもかかわらず、結腸癌に対するコプロコッカスの保護的役割の証拠は見出されていない
。
以下の3種がこの属に属している。
- Coprococcus catus Holdeman and Moore 1974
- Coprococcus comes Holdeman and Moore 1974
- Coprococcus eutactus Holdeman and Moore 1974